# 山寨
山寨（さんさい、シャンツァイ、shānzhài）とは、中国語で「模倣品、ニセモノ」などの意味を持つ言葉である。現代ではさらに派生した意味を持ち、 2000年代以降にネットで広まった用語として、2012年出版の『現代漢語詞典』第5版に収録された。

## 概要

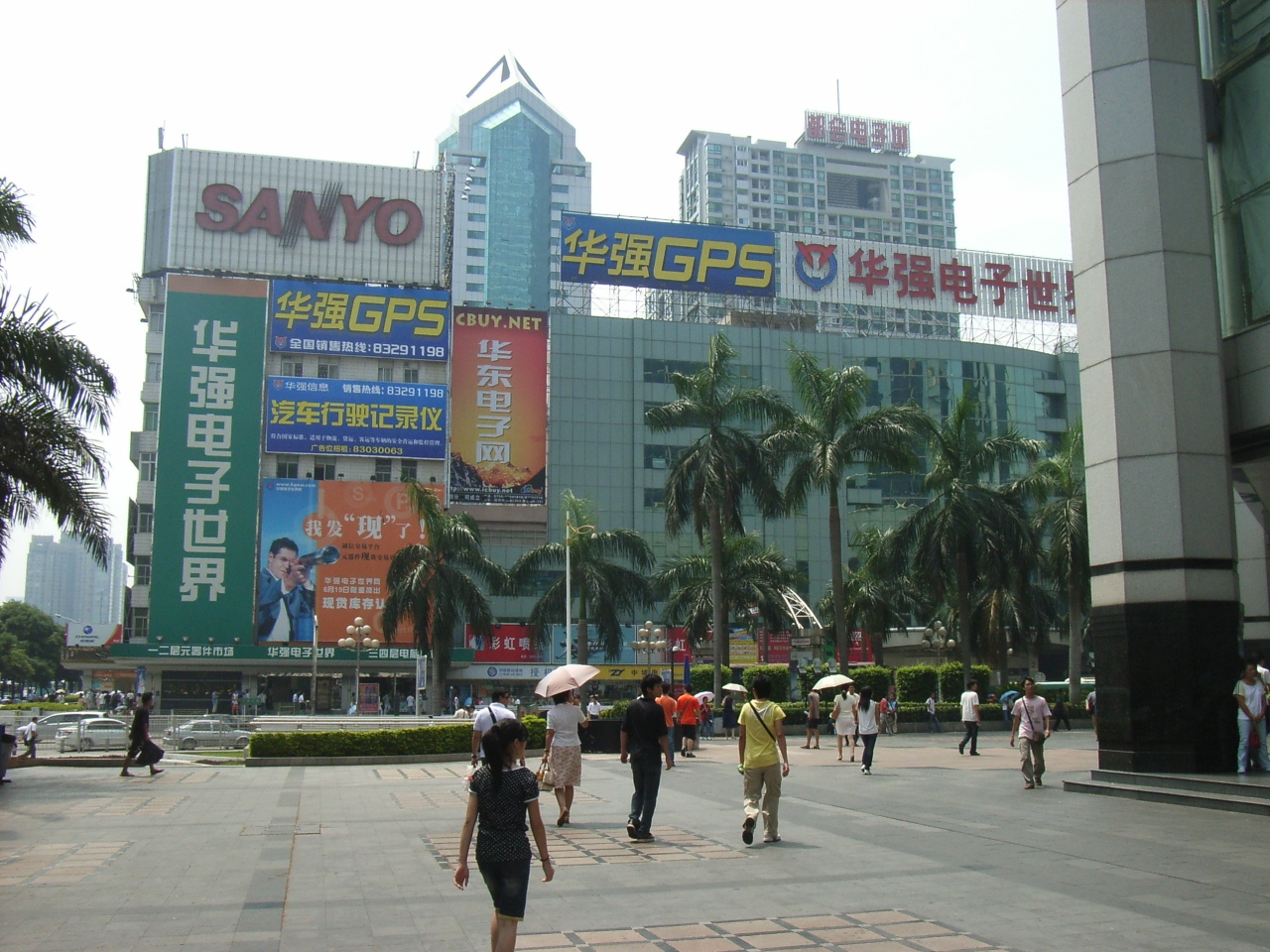
山寨文化の中心地であった頃の華強北・華強電子世界(2006年)

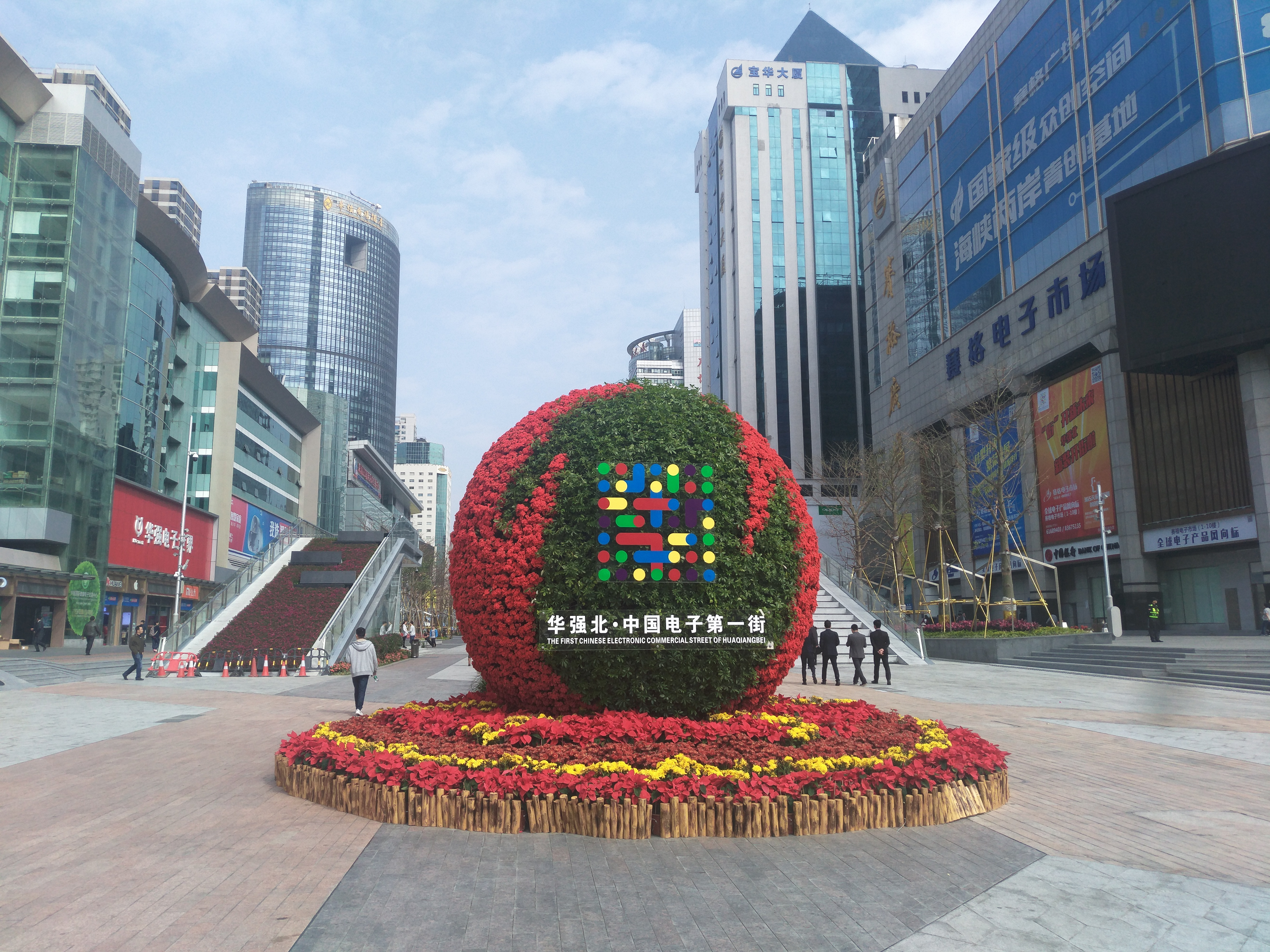
イノベーションへの道を模索しながら普通の電気街になりつつある華強北・華強電子世界(2017年)

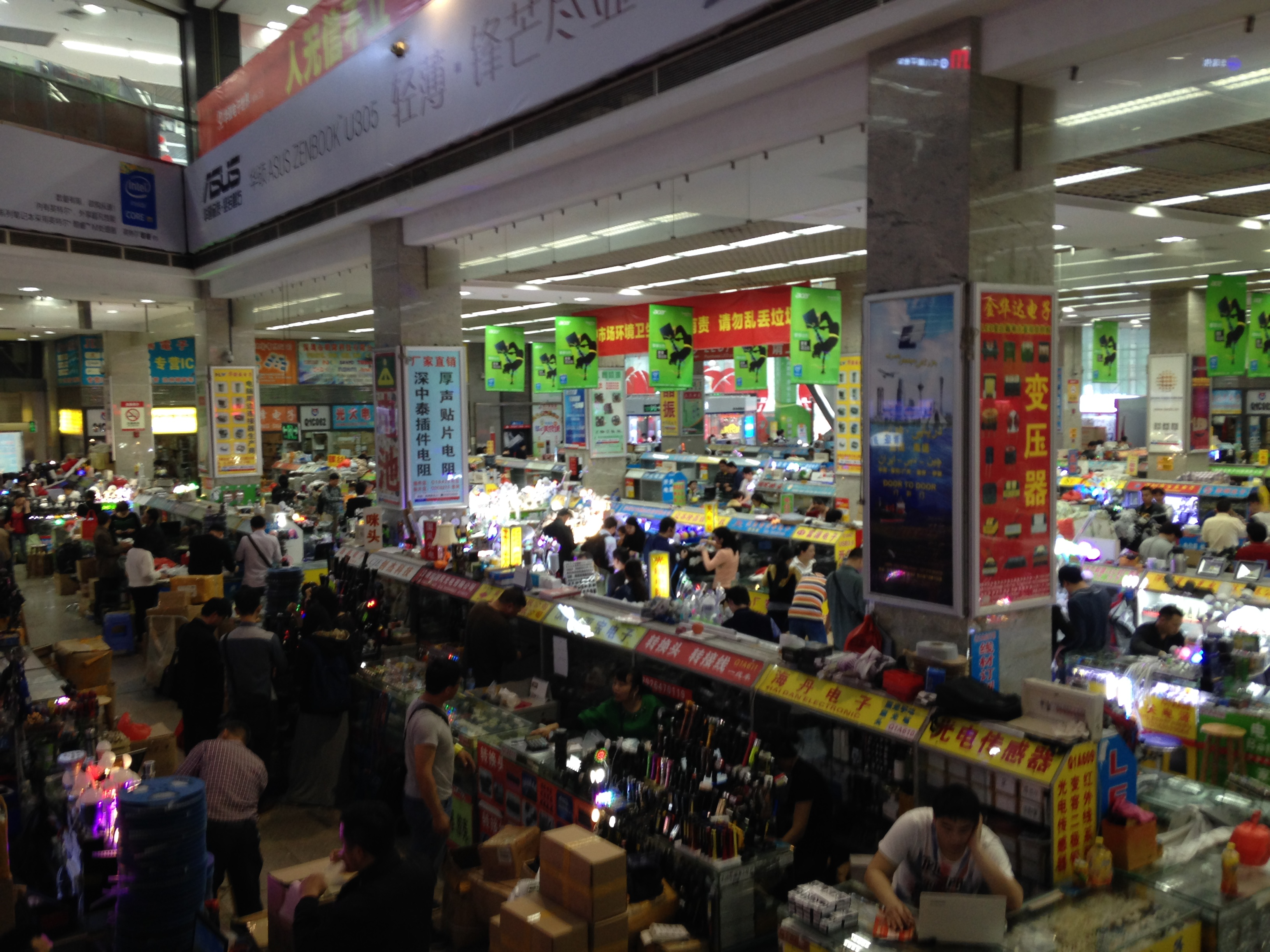
あらゆる山寨機のパーツが揃う華強電子世界の内部(2016年)

「山寨」とは、元々は中国語で文字通り「山に囲まれた塞」を意味する言葉である。『水滸伝』においては、山賊のすみかであった山寨を好漢らが梁山泊と名付けて拠点としたことで知られる。そこから転じて「模倣、ニセモノ、ゲリラ」などを指す、どちらかと言えば否定的な言葉であった。しかし、近年では、「反主流の文化の代表」という肯定的な意味でも使われるようになった言葉である。
言うなれば、模倣・ニセモノに文化としての価値を見出す用語が山寨である。2000年代以前には、Appleなど有名メーカーのコンピュータや家電製品などを模倣した山寨机（山寨機）がブームとなった。2000年代以降にはAppleのiPhoneなどを模倣した山寨手机（山寨携帯電話）がブームとなったが、技術の進歩で有名メーカーの正規ブランド品が安価に供給されるようになると廃れる運命にある。当局の指導や政策の変更によっても衰退し、有名ブランドの模倣品が陳列された露店が大量に並ぶ中国の山寨文化の象徴であった北京の秀水市場も、2007年にリニューアルでショッピングモール「秀水街」となり、当局のたび重なる指導もあって2010年代には模造品が一掃された。都市の外観そのものを模倣した山寨建築も不動産バブル崩壊で鬼城と呼ばれるゴーストタウンとなった。
山寨智能手机（山寨スマホ）ブームが終了した後の2010年代中盤は、kickstarterなどのクラウドファンディングでアイデアを公開して資金を集めている商品を先に勝手に作ってしまうkickstarterブームが起きた。kickstarterで成功したプロダクトが先に山寨に作られて淘宝網（阿里巴巴が経営するオンラインショッピングモール）で販売されてしまい、自分が参入する頃には市場がコピー品であふれかえっていて全く利益が出ずに死にそうになるのを中国語で「山寨死」と呼ぶが、逆にkickstarterで失敗したプロダクトを勝手に作ってくれている例や、そのような技術力とスピードがある山寨メーカーと正式契約して公式のプロダクトを作らせた例すらある。
エリート階層が主導するイノベーションではなく、草の根が主導する模倣の積み重ねによるイノベーションを「山寨精神」と呼ぶ。山寨机は完全な模倣品ではないユニークな製品が多い。一方、単なるコピーは「盗版」（日本語でいう海賊版）と呼ばれ、イノベーションを感じる「山寨」とは区別されている。
現代の山寨は広東省の深圳にある。ここではサムスン電子、鴻海精密工業などのハイテク企業の製造工場とその下請け工場が集積しているが、大手の要求に応えられる高い技術を持ちながら世間に評価されない中小工場らが様々な法的にグレーな山寨机を作っている。深圳の竜華区にはこれらの工場に労働者を紹介する職業紹介業者が集まる『三和人力市場』が形成されている。ここからインターネットやスマートフォンを使いこなし電子部品工場での組み立て作業をこなせる90後世代が工場に供給されているが多くは日雇いであり、仕事を終えると数日間オンラインのゲームやギャンブルで散財し、また日雇の仕事を探すという自堕落な生活スタイル『三和大神』に陥る者も多いという。
深圳の特筆すべきは、山寨メーカーの多さよりもそのスピードで、企画から製造・販売に至るまでのエコシステムが完備されているため商品化までの時間が短いことである。そのため、海外の起業家がネットのクラウドファンディングサイトに企画を発表して資金を集めきる以前に、深圳の山寨メーカーが企画を横取りして資金を集めメーカーに製造させてネットで販売するところまで持ち込むことができる。そのネットよりも早いスピードを見越して、深圳には自分のアイデアを山寨メーカーに作らせようとするベンチャー起業家なども集まり、ついにはオリジナル製品で世界市場に進出したり、大手メーカーと公式に契約する山寨メーカーも現れている（2016年現在）。
深圳市福田区にある世界最大の電子部品街「華強北」ではあらゆる山寨机用のパーツが売られており、iPhoneと限りなくそっくりの盗版やiPhoneの本物を超える機能を持つ山寨机どころか、どこかで入手したiPhoneの本物のパーツを使用した本物すら作れるほどであるが、山寨スマホブームの終了と、当局の指導によって、VRやドローンなど次のブームを模索しながら徐々に普通の電気街になりつつあり、1980年代の秋葉原を髣髴とさせるような混沌ぶりは無くなりつつある（2017年現在）。

## 「山寨」の背景

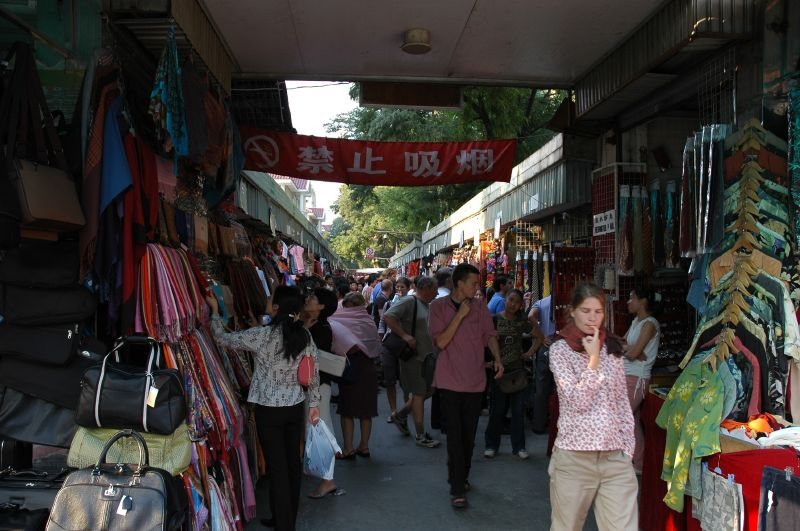
あらゆる有名ブランドの模造品が並ぶ巨大な山寨市場であった頃の北京・秀水市場(2004年)。

中国の社会主義市場経済の第一の特徴は、様々なレベルで自由市場経済を上回るような激しい市場競争が存在することである。先進資本主義国においても、激しい市場競争はシステムにビルトインされており、この点では中国と何ら変わるところがない。中国の特徴は、ルールなき、あるいはルールが曖昧な環境のもとで激烈な競争が展開されていることである。その典型的な事例は、香港の画商が築いた大芬村や携帯電話産業にみることができる。

### 模造品市場の現状
携帯電話に限らず、中国の市場には模造品が数多く出回っている。高級ファッションのみならず、若者や子供向けのファッションにも及ぶ。外国映画のDVDなど、1枚100円から200円程度で売られており、本国での公開より早く店頭に並んでいることもある。外国ブランドの模造品のみならず、「茅台酒」のように中国ブランドの模造品もある。
北京地下鉄１号線の永安里駅の北側には、「秀水市場」という高級ファッション・ブランドの模造品を売る店が多く集まる有名観光スポットがある。年間1500万人が訪れ、その90パーセントが外国人である。中国に数多くある模造品市場を代表する場所といえる。また、偽造品対策団体の国際模倣対策連合（IACC）から会員資格を奪われたアリババ集団のジャック・マー会長は「偽物は本物より優れている」と発言して物議を醸した

### 増える知的財産権紛争
このような模造品天国ともいえる中国の状況は、必然的に数多くの知的財産権紛争を生み出している。最高人民法院の報告によると、2011年に全国の法院が受理した知的財産関係の民事紛争は6万件近くあった。その半数以上が全体の60パーセントを占める。その他商標関係が22パーセント、特許関係が13パーセントとなっている。偽ブランドが先に商標登録されてしまい、本物が逆にコピー商品として扱われ、有名な無印良品の例のように中国で敗訴したり、別の商標を使わざるを得なくなった事例もある。自社ブランドを使いつつ、他社の人気のある意匠を乗っ取ることもある。アメリカ合衆国のセグウェイからコピーを批判されていた中国のナインボットがセグウェイを買収した際は「本家本元がコピーキャットに乗っ取られた」とTIME誌に驚きをもって報じられた。

## 山寨手机（山寨携帯）

### 山寨手机の勃興
1990年代まで、中国の携帯電話市場は、ノキアやモトローラといった外資企業が、長年市場をほぼ独占してきた。2000年代初頭、政府の後押しを受けた大手民族系企業が外資企業から市場を奪うかのように見えた時期もあったが、薄型化、多機能化など携帯電話の急激な技術革新についてゆけずに、それらの民族系企業は軒並み赤字を計上していた。ところが、赤字の民族系企業を尻目に「非正規」の携帯電話産業いわゆる「山寨携帯」と呼ばれる模造携帯電話産業が急成長を遂げた。
この「山寨携帯」には、いくつかの類型があり
- 知的所有権の侵害にあたる完全コピー品すなわち外装のみブランド品を使い、内部は安物の部品を使った粗悪品
- 消費者がブランド品と見間違うことを期待した模倣品。某ブランドをまねた『SCNY』、『ERIOSSCN』
- 独自のブランドを持つ新興メーカー製品。例えば「深圳金立」、「北京天宇朗通」

など幅広い携帯が含まれる。
生産工程は極限まで細分化され、それぞれの生産工程でルールなしの激しい生存競争が繰り広げられた結果、ある種のイノベーションが生まれ「山寨携帯」は、一部の粗悪品を別にして低価格だが品質は高く、中国国内はもとより東南アジア、中東、アフリカなど世界各地で販売されるようになった。2007年には1億5000万台の「山寨携帯」が生産され、その半分弱の7000万台が輸出されたという。

### 山寨智能手机（山寨スマホ）の登場
智能手机（スマートフォン）ブームとともに有名スマホの山寨机も登場し始めた。2000年代後半には、『iPhone』のコピー商品である『HiPhone』も登場した。『iPhone 4』の場合、Appleが発売する前に模造品が市場に登場したので、「本当に『iPhone 4』の模造品か」と、ネット上で話題になった。「iPhone」の大半は中国で生産されていたため、製造工場の一部から設計図や部品が流出したことが原因と言われている。「Hiphone」は、その名が示すとおり、完全な模造品ではないと主張し、ひとまず差別化を図っている。本来の「iPhone」は安くても5万円程度であるが、「Hiphone」はその10分の1の値段で売られている。中にはデュアルSIMなど本来の「iPhone」にはない機能を備えたものもあるといわれる。
海外だけではなく小米科技など国内有名メーカーの山寨スマホも登場している。

### 衰退
2010年代に入ったころから、ファーウェイやZTEなどの有名ブランドメーカーが低価格スマホを発売するようになり、UMIDIGIのような一部性能を妥協することで価格を抑えたスマホを販売するメーカーも登場、正規メーカーのような保証もなく安いだけが魅力で素性の知れない山寨机の勢いは落ち始めた。また、携帯キャリアから支払われる販売奨励金（インセンティブ）によって、携帯キャリアと新規契約すると有名スマホが実質0元で買える「0元スマホ」も登場したことから、2013年頃には山寨机の勢いはほとんどなくなった。

## 規制
山寨製品の合法性はさまざまである。多くの製品が模造やデザインの流用の違法な形を伴う。その他のものは中国における知的財産権をそれらが侵害しているかどうか明白でないグレーゾーンにある。
明白は法的地位のこの欠如の一部は中国の最初のものを登録する商標登録システムの結果である。商標登録人は商標の優先利用を示す必要がない。

## JK制服
中国の女性の間でブームになっているファッションの「JK制服」にも模倣品があり、そうした模倣品は「山寨」に格付けされている。